# Tromotriche revoluta
Tromotriche revoluta är en oleanderväxtart som först beskrevs av Mass., och fick sitt nu gällande namn av Adrian Hardy Haworth. Tromotriche revoluta ingår i släktet Tromotriche och familjen oleanderväxter. Inga underarter finns listade i Catalogue of Life.